# Siva trulež grožđa
Siva trulež grožđa je bolest koja dovodi do truljenja grožđa.
Štete koje gljiva sive plesni (lat. Botrytis cinerea) uzrokuje mogu biti direktne i indirektne. Direktne štete nastaju zbog smanjenog roda, a kod nas u proseku iznosi oko 3,5% mada mogu biti i značajno veće.
Drugi vid šteta se ogleda u lošem kvalitetu šire odnosno vina. Botrytis cinerea iz zaraženih bobica troši veće količine šećera i vinsku kiselinu pa prevladava jabučna kiselina koja ne doprinosi dobrom ukusu budućeg vina. Zbog životne aktivnosti gljive, u širi ima više polifenolnih materija kao i enzima polifenoloksidaza koje delimično proizvodi i gljivica. Šira dobijena iz zaraženog grožđa podložna je brzoj i jakoj promeni boje. Takva vinifikacija zahteva utrošak većih količina sumpora.

## Opis bolesti
Rano u proleće mogu biti inficirani mladi pupoljci koji potamne i osuše, takođe može biti zaražen i cvet, a zatim i da se osuši. Na takav način se stvaraju rehuljavi grozdovi.
Na usevima se najpre javljaju mrke pege, jasno vidljive na grožđu belih sorti, koji se brzo šire zahvatajući ponekad ceo grozd. Pokožica omekšana i lako se skida, a u vlažnim uslovima se stvaraju sivkaste prevlake. Oboleli grozdovi nisu ni za preradu, ni za ishranu. U slučaju da u vreme zaraze nastupi suša, napadnuti grozdovi se mumificiraju.

## Uslovi nastajanja bolesti
Zelene bobice, ukoliko nisu oštećene, nisu povoljan supstrat za infekciju. One imaju hidrofobnu voštanu prevlaku pa se na njima vlaga teško zadržava. Rastom bobaica, voštana prevlaka postaje sve tanja i isprekidana, a površina nije više tako hidrofobna. To se dešava pri povećanju sadržaja šećera. Od tada pa do berbe uzročnik sive truleži ima povoljan supstrat za klijanje i infekcije. Uz to su potrebne odgovarajuće temperture. Spore klijaju u širokom rasponu temperatura s optimumom od 20 do 23 °. Međutim, za infekcije je ipak presudna dužina vlaženja organa loze.

## Simptomi bolesti
Na listu, tačnije na mestu infekcije, može se pojaviti žućkasta pega koja kasnije postaje smeđa i ako takve listove stavimo u vlagu, dolazi do razvitka sivkaste prevlake.
Gljiva može dovesti i do truljenja internodija.
Kod nekih sorta kao što su Rajnski rizling ili Silvanac može doći do napada na peteljku grozda pre cvetanja što dovodi do otpadanja dela ili čitavog grozda.
B. cinerea na bobicama može izazvati dva tipa simptoma. U pojedinim slučajevima napada grozdove rano, kada dolazi do propadanja bobica, peteljke ili čak nekog dela grozda. Obično su napadnute bobice iz unutrašnjosti, pa zaraza prelazi na susedne bobice i peteljku, a najznačajniji i najuočljiviji simptomi se pojavljuju na grozdovima pred sazrevanje.

## Zaštita
Radi zaštite useva i da bi se umanjili napredak bolesti neophodno je voditi računa o zaštiti prilikom podizanja vinograda, ali i kasnije.
Treba voditi računa o sledećim preporukama: saditi manje osetljive kulture, koristiti manje bujne podloge, vinograd podizati tako da redovi budu u pravcu duvanja vetrova, provoditi zaštitu od štetočina koje uništavaju useve. Takođe treba odlučiti o vremenu upotrebe fungicida.
Prskanja se sprovode po stadijumima vinove loze:
I. prskanje - završetak cvetanja;
II. prskanje - zatvaranje grozda;
III. prskanje- kod obojenih sorata promena boje, odnosno kod belih sorata omekšavanje bobica;
IV. prskanje – 3 do 4 nedelje pred berbu u zavisnosti kolika je karenca fungicida;

## Spoljašnje veze
- Siva trulež vinove loze Архивирано на веб-сајту  (16. јануар 2017)
- BOTRYITS CINEREA